# Nicolas Bourbaki
Nicolas Bourbaki (phát âm tiếng Pháp: [nikɔla buʁbaki]) là bút danh chung của một nhóm các nhà toán học và tác giả, chủ yếu là các cựu sinh viên Pháp của viện École normale supérieure - PSL (ENS). Được hành lập vào những năm 1934–1935, nhóm Bourbaki có mục đích ban đầu để biên soạn một cuốn giáo trình mới về giải tích. Sau một thời gian dự án của nhóm trở nên tham vọng hơn, trở thành một bộ các giáo trình được xuất bản dưới tên gọi Bourbaki, viết về các ngành của toán học thuần túy hiện đại. Bộ sách này được biết chung với tên gọi Éléments de mathématique (Các yếu tố cơ bản của Toán học), và là công trình trung tâm của nhóm. Các chủ đề được trình bày trong bộ sách bao gồm lý thuyết tập hợp, đại số trừu tượng, tô pô, giải tích, lý thuyết nhóm Lie và đại số Lie.
Bourbaki được thành lập để đáp ứng điều kiện sau Chiến tranh Thế giới thứ nhất gây ra cái chết của một thế hệ các nhà toán học Pháp; bởi lẽ đó, các giảng viên trẻ ở đại học buộc phải sử dụng các tài liệu cũ. Khi giảng dạy ở Đại học Strasbourg, Henri Cartan bày tỏ sự phàn nàn với đồng nghiệp của ông André Weil về vấn đề học liệu không đủ tiêu chuẩn, điều này khiến cho Weil đề xuất một cuộc họp với những nhà toán học khác ở Paris để cùng viết một giáo trình về giải tích hiện đại. Những sáng lập chính của nhóm là Cartan, Claude Chevalley, Jean Delsarte, Jean Dieudonné và Weil; những người khác tham gia trong một thời gian ngắn trong những năm đầu của nhóm, và danh sách thành viên dần thay đổi theo thời gian. Mặc dù các cựu thành viên thường bày tỏ công khai về hoạt động trước đây của họ với nhóm, Bourbaki có truyền thống giữ bí mật danh sách thành viên hiện tại.
Tên của nhóm bắt nguồn từ tướng Pháp thế kỷ 19, Charles-Denis Bourbaki, người đã có sự nghiệp với nhiều chiến dịch quân sự thành công trước khi vấp phải bại trận lớn trong Chiến tranh Pháp-Phổ. Tên của nhóm do đó rất quen thuộc đối với các sinh viên Pháp nửa đầu thế kỷ 20. Weil đã hồi tưởng về một trò đùa học trò tại ENS trong đó một sinh viên năm cuối đóng vai một giáo sư và trình bày một "định lý Bourbaki"; và cái tên này sau đó được công nhận.
Nhóm Bourbaki tổ chức các hội nghị bí mật định kỳ với mục đích phác thảo và mở rộng bộ Éléments. Các chủ đề được giao cho các tiểu ban, phác thảo được tranh luận, và sự đồng thuận nhất trí là cần thiết trước khi một văn bản được cho là phù hợp để xuất bản. Mặc dù mất nhiều thời gian và công sức, quá trình này dẫn đến một công trình thỏa mãn tiêu chuẩn về tính nghiêm ngặt và tổng quát. Nhóm cũng được biết đến với Séminaire Bourbaki, một sê-ri các bài giảng định kỳ được trình bày bởi các thành viên hoặc phi thành viên của nhóm, cũng được xuất bản và phổ biến bằng văn bản viết. Bourbaki vẫn nắm giữ một văn phòng tại ENS.
Nicolas Bourbaki có ảnh hưởng quan trọng tới toán học thế kỷ 20, chủ yếu là vào những năm giữa thế kỷ khi các tập sách của bộ Éléments xuất hiện thường xuyên. Nhóm nhận được sự chú ý trong giới nghiên cứu toán học bởi sự trình bày nghiêm ngặt và sự giới thiệu khái niệm về cấu trúc toán học, một ý tưởng liên quan tới khái niệm đa ngành rộng hơn là chủ nghĩa cấu trúc. Công trình của nhóm Bourbaki truyền cảm hứng cho New Math, một phong trào cải cách giáo dục tiểu học ở Mỹ trong thập niên 1960. Mặc dù hiện tại nhóm vẫn đang hoạt động, ảnh hưởng của họ đã được cho là đã giảm bởi các tập mới của bộ Éléments không còn được xuất bản thường xuyên. Ấn phẩm gần đây nhất của nhóm được xuất bản vào năm 2016, bàn luận về vấn đề tô pô đại số.